# Jlloyd Samuel
Jlloyd Samuel (San Fernando, 29 marzo 1981 – High Legh, 15 maggio 2018) è stato un calciatore trinidadiano naturalizzato inglese, di ruolo terzino sinistro.

## Carriera

### Club
Nella sua carriera, Samuel ha giocato per l'Aston Villa, per il Gillingham, per il Bolton Wanderers e per il Cardiff City. Nel gennaio 2012 viene ingaggiato dall'Esteghlal Tehran F.C., squadra militante nella Iran Pro League.

### Nazionale
Nonostante abbia giocato per la Nazionale di calcio dell'Inghilterra Under-21, Samuel ha fatto richiesta di poter partecipare con la Nazionale di calcio di Trinidad e Tobago al campionato del mondo 2006, ma la sua domanda è stata rifiutata dalla FIFA.
Morte
Muore in un incidente stradale all'età di 37 anni

## Palmarès

### Club

#### Competizioni internazionali
- Coppa Intertoto UEFA: 1

Aston Villa: 2001